# Rudgöl (Bäckebo socken, Småland)
Rudgöl är en sjö i Nybro kommun i Småland och ingår i Snärjebäckens huvudavrinningsområde.